# فرانک فاکس
فرانک فاکس (انگلیسی: Frank Foxall؛ 11 March 1883 –  1968 (age 85)) بازیکن فوتبال اهل بریتانیا بود.
از باشگاه‌هایی که در آن بازی کرده‌است می‌توان به باشگاه فوتبال شفیلد ونزدی، باشگاه فوتبال دونکستر راورز، باشگاه فوتبال گینزبورو ترینیتی، باشگاه فوتبال بیرمنگام سیتی، و باشگاه فوتبال شروزبری تاون اشاره کرد.